# Seleção Suíça Masculina de Hóquei em Patins
A Seleção Suíça de Hóquei em Patins é a equipa que representa Suíça, através da Schweizerischer Rollhockey-Verband, nas diversas competições internacionais, com especial destaques para o Campeonato Mundial e o Campeonato Europeu.

## Palmarés

### Campeonato do Mundo
- 2.º Lugar: 2007
- 3.º Lugar: 1950

### Campeonato Europeu
- 2.º Lugar: 1937 e 2006
- 3.º Lugar: 1927, 1931, 1934 e 1950

### Taça das Nações
- 2.º Lugar: 1924 e 1925

## Histórico de Participações

### Campeonato do Mundo

#### Mundial A/Taça do Mundo
| Ano/Anfitrião | Ano/Anfitrião       | Resultado       | CI.            | J              | V              | E              | D              | GM             | GS             |
| ------------- | ------------------- | --------------- | -------------- | -------------- | -------------- | -------------- | -------------- | -------------- | -------------- |
| 1936          | Estugarda           | Quarto Lugar    | 4.º            | 6              | 3              | 1              | 2              | 15             | 14             |
| 1939          | Montreux            | Sétimo Lugar    | 7.º            | 6              | 0              | 2              | 4              | 12             | 26             |
| 1947          | Lisboa              | Sétimo Lugar    | 7.º            | 6              | 0              | 0              | 6              | 10             | 29             |
| 1948          | Montreux            | Sexto Lugar     | 6.º            | 8              | 3              | 0              | 5              | 33             | 29             |
| 1949          | Lisboa              | Sétimo Lugar    | 7.º            | 7              | 2              | 1              | 4              | 22             | 29             |
| 1950          | Milão               | Terceiro Lugar  | 3.º            | 9              | 6              | 1              | 2              | 33             | 21             |
| 1951          | Barcelona           | Oitavo Lugar    | 8.º            | 10             | 4              | 0              | 6              | 30             | 40             |
| 1952          | Porto               | Oitavo Lugar    | 8.º            | 9              | 2              | 1              | 6              | 20             | 26             |
| 1953          | Genebra             | Quarto Lugar    | 4.º            | 8              | 3              | 1              | 4              | 19             | 19             |
| 1954          | Barcelona           | Sétimo Lugar    | 7.º            | 14             | 7              | 2              | 5              | 59             | 31             |
| 1955          | Milão               | Quarto Lugar    | 4.º            | 9              | 5              | 0              | 4              | 28             | 20             |
| 1956          | Porto               | Sexto Lugar     | 6.º            | 10             | 5              | 1              | 4              | 25             | 26             |
| 1958          | Porto               | Oitavo Lugar    | 8.º            | 9              | 2              | 1              | 6              | 16             | 30             |
| 1960          | Madrid              | Não Participou  | Não Participou | Não Participou | Não Participou | Não Participou | Não Participou | Não Participou | Não Participou |
| 1962          | Santiago            | Quarto Lugar    | 4.º            | 9              | 4              | 2              | 3              | 30             | 34             |
| 1964          | Barcelona           | Sexto Lugar     | 6.º            | 9              | 4              | 0              | 5              | 34             | 25             |
| 1966          | São Paulo           | Quinto Lugar    | 5.º            | 9              | 4              | 1              | 4              | 27             | 28             |
| 1968          | Porto               | Oitavo Lugar    | 8.º            | 9              | 3              | 0              | 6              | 15             | 42             |
| 1970          | San Juan            | Não Participou  | Não Participou | Não Participou | Não Participou | Não Participou | Não Participou | Não Participou | Não Participou |
| 1972          | Corunha             | Não Participou  | Não Participou | Não Participou | Não Participou | Não Participou | Não Participou | Não Participou | Não Participou |
| 1974          | Lisboa              | Décimo Lugar    | 10.º           | 11             | 2              | 2              | 7              | 24             | 60             |
| 1976          | Oviedo              | Não Participou  | Não Participou | Não Participou | Não Participou | Não Participou | Não Participou | Não Participou | Não Participou |
| 1978          | San Juan            | Não Participou  | Não Participou | Não Participou | Não Participou | Não Participou | Não Participou | Não Participou | Não Participou |
| 1980          | Talcahuano          | Nono Lugar      | 9.º            | 10             | 7              | 1              | 2              | 98             | 14             |
| 1982          | Barcelos            | Oitavo Lugar    | 8.º            | 16             | 7              | 1              | 8              | 68             | 50             |
| 1984          | Novara              | Décimo Lugar    | 10.º           | 9              | 1              | 2              | 6              | 21             | 57             |
| 1986          | Sertãozinho         | Não Participou  | Não Participou | Não Participou | Não Participou | Não Participou | Não Participou | Não Participou | Não Participou |
| 1988          | Corunha             | Mundial B       | Mundial B      | Mundial B      | Mundial B      | Mundial B      | Mundial B      | Mundial B      | Mundial B      |
| 1989          | San Juan            | Décimo Primeiro | 11.º           | 8              | 3              | 1              | 4              | 22             | 43             |
| 1991          | Porto/Braga         | Nono Lugar      | 9.º            | 8              | 4              | 0              | 4              | 19             | 25             |
| 1993          | Bassano/Sesto       | Sexto Lugar     | 6.º            | 8              | 3              | 1              | 4              | 19             | 38             |
| 1995          | Recife              | Sexto Lugar     | 6.º            | 8              | 5              | 0              | 3              | 26             | 21             |
| 1997          | Wuppertal           | Sexto Lugar     | 6.º            | 8              | 3              | 1              | 4              | 25             | 24             |
| 1999          | Reus                | Sétimo Lugar    | 7.º            | 8              | 4              | 0              | 4              | 18             | 19             |
| 2001          | San Juan            | Nono Lugar      | 9.º            | 5              | 3              | 0              | 2              | 38             | 14             |
| 2003          | Oliveira de Azeméis | Sétimo Lugar    | 7.º            | 6              | 3              | 0              | 3              | 17             | 20             |
| 2005          | San José            | Quinto Lugar    | 5.º            | 6              | 4              | 0              | 2              | 24             | 10             |
| 2007          | Montreux            | Vice-Campeão    | 2.º            | 6              | 4              | 0              | 2              | 15             | 18             |
| 2009          | Vigo                | Oitavo Lugar    | 8.º            | 6              | 2              | 1              | 3              | 13             | 14             |
| 2011          | San Juan            | Nono Lugar      | 9.º            | 6              | 4              | 0              | 2              | 20             | 12             |
| 2013          | Luanda              | Décimo Lugar    | 10.º           | 6              | 3              | 0              | 3              | 26             | 23             |
| 2015          | La Roche-sur-Yon    | Décimo Lugar    | 10.º           | 6              | 3              | 0              | 3              | 23             | 22             |
| 2017          | Nanjing             | Não Participou  | Não Participou | Não Participou | Não Participou | Não Participou | Não Participou | Não Participou | Não Participou |
| 2019          | Barcelona           | Playoff         | 11.º           | 1              | 0              | 0              | 1              | 5              | 6              |

#### Mundial B
| Ano/Anfitrião | Ano/Anfitrião    | Resultado      | CI.            | J              | V              | E              | D              | GM             | GS             |
| ------------- | ---------------- | -------------- | -------------- | -------------- | -------------- | -------------- | -------------- | -------------- | -------------- |
| 1984          | Paris            | Mundial A      | Mundial A      | Mundial A      | Mundial A      | Mundial A      | Mundial A      | Mundial A      | Mundial A      |
| 1986          | Cidade do México | Não Participou | Não Participou | Não Participou | Não Participou | Não Participou | Não Participou | Não Participou | Não Participou |
| 1988          | Bogotá           | Vice-Campeão   | 2.º            | 10             | 7              | 2              | 1              | 125            | 18             |
| 1990          | Macau            | Vice-Campeão   | 2.º            | 10             | 8              | 0              | 2              | 57             | 30             |
| 1992          | Andorra          | Mundial A      | Mundial A      | Mundial A      | Mundial A      | Mundial A      | Mundial A      | Mundial A      | Mundial A      |
| 1994          | Santiago         | Mundial A      | Mundial A      | Mundial A      | Mundial A      | Mundial A      | Mundial A      | Mundial A      | Mundial A      |
| 1996          | Veracruz         | Mundial A      | Mundial A      | Mundial A      | Mundial A      | Mundial A      | Mundial A      | Mundial A      | Mundial A      |
| 1998          | Macau            | Mundial A      | Mundial A      | Mundial A      | Mundial A      | Mundial A      | Mundial A      | Mundial A      | Mundial A      |
| 2000          | Chatham          | Mundial A      | Mundial A      | Mundial A      | Mundial A      | Mundial A      | Mundial A      | Mundial A      | Mundial A      |
| 2002          | Montevidéu       | Mundial A      | Mundial A      | Mundial A      | Mundial A      | Mundial A      | Mundial A      | Mundial A      | Mundial A      |
| 2004          | Macau            | Mundial A      | Mundial A      | Mundial A      | Mundial A      | Mundial A      | Mundial A      | Mundial A      | Mundial A      |
| 2006          | Montevidéu       | Mundial A      | Mundial A      | Mundial A      | Mundial A      | Mundial A      | Mundial A      | Mundial A      | Mundial A      |
| 2008          | Vanderbijlpark   | Mundial A      | Mundial A      | Mundial A      | Mundial A      | Mundial A      | Mundial A      | Mundial A      | Mundial A      |
| 2010          | Dornbirn         | Mundial A      | Mundial A      | Mundial A      | Mundial A      | Mundial A      | Mundial A      | Mundial A      | Mundial A      |
| 2012          | Canelones        | Mundial A      | Mundial A      | Mundial A      | Mundial A      | Mundial A      | Mundial A      | Mundial A      | Mundial A      |
| 2014          | Canelones        | Mundial A      | Mundial A      | Mundial A      | Mundial A      | Mundial A      | Mundial A      | Mundial A      | Mundial A      |

#### Taça FIRS/Intercontinental
| Ano/Anfitrião | Ano/Anfitrião | Resultado      | CI.            | J              | V              | E              | D              | GM             | GS             |
| ------------- | ------------- | -------------- | -------------- | -------------- | -------------- | -------------- | -------------- | -------------- | -------------- |
| 2017          | Nanjing       | Não Participou | Não Participou | Não Participou | Não Participou | Não Participou | Não Participou | Não Participou | Não Participou |
| 2019          | Barcelona     | Terceiro Lugar | 3.º            | 6              | 5              | 0              | 1              | 43             | 14             |

### Campeonato Europeu
| Ano/Anfitrião | Ano/Anfitrião       | Resultado      | CI. | J  | V | E | D | GM | GS |
| ------------- | ------------------- | -------------- | --- | -- | - | - | - | -- | -- |
| 1926          | Herne Bay           | Quarto Lugar   | 4.º | 5  | 2 | 1 | 2 | 12 | 13 |
| 1927          | Montreux            | Terceiro Lugar | 3.º | 5  | 3 | 1 | 1 | 19 | 12 |
| 1928          | Herne Bay           | Quarto Lugar   | 4.º | 5  | 1 | 2 | 2 | 7  | 16 |
| 1929          | Montreux            | Quinto Lugar   | 5.º | 5  | 1 | 2 | 2 | 17 | 17 |
| 1930          | Herne Bay           | Quarto Lugar   | 4.º | 5  | 1 | 1 | 3 | 7  | 12 |
| 1931          | Montreux            | Terceiro Lugar | 3.º | 6  | 3 | 2 | 1 | 18 | 16 |
| 1932          | Herne Bay           | Quinto Lugar   | 5.º | 5  | 1 | 0 | 4 | 8  | 15 |
| 1934          | Herne Bay           | Terceiro Lugar | 3.º | 5  | 3 | 0 | 2 | 11 | 13 |
| 1936          | Estugarda           | Quarto Lugar   | 4.º | 6  | 3 | 1 | 2 | 15 | 14 |
| 1937          | Herne Bay           | Vice-Campeão   | 2.º | 6  | 3 | 2 | 1 | 15 | 19 |
| 1938          | Antuérpia           | Sexto Lugar    | 6.º | 6  | 1 | 1 | 4 | 10 | 20 |
| 1939          | Montreux            | Sétimo Lugar   | 7.º | 6  | 0 | 2 | 4 | 12 | 26 |
| 1947          | Lisboa              | Sétimo Lugar   | 7.º | 6  | 0 | 0 | 6 | 10 | 29 |
| 1948          | Montreux            | Sexto Lugar    | 6.º | 8  | 3 | 0 | 5 | 33 | 29 |
| 1949          | Lisboa              | Sétimo Lugar   | 7.º | 7  | 2 | 1 | 4 | 22 | 29 |
| 1950          | Milão               | Terceiro Lugar | 3.º | 9  | 6 | 1 | 2 | 33 | 21 |
| 1951          | Barcelona           | Oitavo Lugar   | 8.º | 10 | 4 | 0 | 6 | 30 | 40 |
| 1952          | Porto               | Oitavo Lugar   | 8.º | 9  | 2 | 1 | 6 | 20 | 26 |
| 1953          | Genebra             | Quarto Lugar   | 4.º | 8  | 3 | 1 | 4 | 19 | 19 |
| 1954          | Barcelona           | Sétimo Lugar   | 7.º | 14 | 7 | 2 | 5 | 59 | 31 |
| 1955          | Milão               | Quarto Lugar   | 4.º | 9  | 5 | 0 | 4 | 28 | 20 |
| 1956          | Porto               | Sexto Lugar    | 6.º | 10 | 5 | 1 | 4 | 25 | 26 |
| 1957          | Barcelona           | Sexto Lugar    | 6.º | 5  | 0 | 0 | 5 | 9  | 26 |
| 1959          | Genebra             | Sétimo Lugar   | 7.º | 5  | 2 | 1 | 2 | 16 | 25 |
| 1961          | Turim               | Sexto Lugar    | 6.º | 9  | 5 | 0 | 4 | 35 | 28 |
| 1963          | Porto               | Quarto Lugar   | 4.º | 8  | 3 | 3 | 2 | 21 | 19 |
| 1965          | Lisboa              | Quinto Lugar   | 5.º | 8  | 5 | 0 | 3 | 28 | 22 |
| 1967          | Bilbau              | Quinto Lugar   | 5.º | 8  | 2 | 3 | 3 | 16 | 25 |
| 1969          | Lausana             | Quinto Lugar   | 5.º | 8  | 4 | 0 | 4 | 21 | 21 |
| 1971          | Lisboa              | Oitavo Lugar   | 8.º | 8  | 1 | 0 | 7 | 20 | 68 |
| 1973          | Iserlohn            | Sexto Lugar    | 6.º | 8  | 3 | 0 | 5 | 25 | 51 |
| 1975          | Viareggio           | Sétimo Lugar   | 7.º | 7  | 2 | 0 | 5 | 21 | 49 |
| 1977          | Porto               | Sétimo Lugar   | 7.º | 8  | 3 | 0 | 5 | 23 | 31 |
| 1979          | Barcelona           | Quinto Lugar   | 5.º | 8  | 3 | 1 | 4 | 23 | 21 |
| 1981          | Essen               | Nono Lugar     | 9.º | 8  | 0 | 0 | 8 | 12 | 34 |
| 1983          | Vercelli            | Sexto Lugar    | 6.º | 7  | 2 | 1 | 4 | 14 | 39 |
| 1985          | Barcelos            | Nono Lugar     | 9.º | 8  | 1 | 0 | 7 | 19 | 62 |
| 1987          | Oviedo              | Sexto Lugar    | 6.º | 8  | 2 | 1 | 5 | 21 | 33 |
| 1990          | Lodi                | Quinto Lugar   | 5.º | 8  | 3 | 1 | 4 | 35 | 41 |
| 1992          | Wuppertal           | Sexto Lugar    | 6.º | 9  | 3 | 2 | 4 | 41 | 30 |
| 1994          | Funchal             | Quarto Lugar   | 4.º | 8  | 4 | 0 | 4 | 52 | 18 |
| 1996          | Salsomaggiore       | Quarto Lugar   | 4.º | 8  | 5 | 0 | 3 | 28 | 25 |
| 1998          | Paços de Ferreira   | Quarto Lugar   | 4.º | 6  | 3 | 0 | 3 | 47 | 30 |
| 2000          | Wimmis              | Quinto Lugar   | 5.º | 5  | 3 | 0 | 2 | 20 | 11 |
| 2002          | Florença            | Quinto Lugar   | 5.º | 7  | 5 | 0 | 2 | 36 | 14 |
| 2004          | La Roche-sur-Yon    | Quarto Lugar   | 4.º | 6  | 2 | 1 | 3 | 15 | 20 |
| 2006          | Monza               | Vice-Campeão   | 2.º | 5  | 2 | 1 | 2 | 10 | 16 |
| 2008          | Oviedo              | Quinto Lugar   | 5.º | 6  | 3 | 1 | 2 | 15 | 16 |
| 2010          | Wuppertal           | Sexto Lugar    | 6.º | 6  | 3 | 0 | 3 | 19 | 16 |
| 2012          | Paredes             | Quinto Lugar   | 5.º | 6  | 2 | 0 | 4 | 19 | 16 |
| 2014          | Alcobendas          | Sexto Lugar    | 6.º | 5  | 0 | 0 | 5 | 7  | 33 |
| 2016          | Oliveira de Azeméis | Quarto Lugar   | 4.º | 6  | 2 | 0 | 4 | 12 | 33 |
| 2018          | Corunha             | Quinto Lugar   | 5.º | 7  | 3 | 0 | 4 | 24 | 35 |

Nota: Os Campeonatos da Europa de 1936 e de 1939 a 1956 eram considerados como Campeonato do Mundo.